# Family Affair (Mary J. Blige)
Family Affair è il primo singolo tratto dal quinto album della cantante statunitense Mary J. Blige, No More Drama. Prodotto da Dr. Dre e scritto dalla cantante con Bruce Miller, Camara Kambon, Mike Elizondo e lo stesso Dre, il singolo è stato pubblicato alla fine nell'estate del 2001, ed è il primo della cantante ad essere arrivato al numero 1 della Billboard Hot 100, così come in Francia, oltre ad aver avuto successo in tutto il mondo. Il brano ha ricevuto una nomination ai Grammy Awards e una agli MTV Video Music Awards. È anche ascoltabile sulla radio West Coast Classic su GTA Online.

## Descrizione
Il beat del brano è stato composto durante una jam session tra Dr. Dre, Mike Elizondo e Mel-Man; successivamente Blige ha sentito la composizione, e ha contribuito sia alla melodia che al testo insieme al fratello Bruce Miller. Dre ha prodotto e curato la voce di Blige, ma a distanza, visto che in quel periodo era molto impegnato nelle riprese del film Training Day. Family Affair è il primo singolo della cantante prodotto da Dr. Dre, e rappresenta un decisivo punto di rottura rispetto ai singoli che l'hanno preceduto: si tratta di una canzone dal ritmo molto forte e veloce, basata su una melodia costante che batte all'infinito, mentre gli ultimi singoli di Blige erano tratti dal quarto album Mary, un disco decisamente soul e piuttosto soffuso, e prima ancora dal terzo album Share My World, che pur contenendo tracce ballabili non si affidava a ritmi da club. Il testo ha contribuito alla diffusione di alcuni termini presso la società USA, come "hateration", "dancery", e "hollerating", e alla popolarità del termine "crunk". Riguardo quest'ultima parola sono nate molte incomprensioni intorno alla canzone: infatti "crunk" significa ubriaco, e la canzone inneggia durante il ritornello "let's get it crunk". L'opinione pubblica vi ha letto un invito ad ubriacarsi nei club e fare baldoria (considerando anche i vizi passati della Blige), ma la cantante si è subito difesa puntualizzando che in questo caso "crunk" significa divertimento e "casino", ma senza ubriacarsi. La canzone è un vero e proprio inno da discoteca, con il ritornello che incita gli ascoltatori a divertirsi e a ballare. Durante le strofe Mary invita a liberarsi di ogni preoccupazione e di lasciarla fuori dalla pista da ballo, dove invece ci si deve scatenare, sciogliersi e lasciar andare il corpo; la cantante dà inoltre consigli su come muoversi grazie un grande pezzo da discoteca come questo.
Ma oltre all'invito al divertimento sano la canzone lancia anche un altro tipo di messaggio. Già nel ritornello infatti la cantante spiega che non c'è nessun bisogno di odiarsi, e che in questa serata si sta celebrando il motto "No More Drama in our life" (mai più drammi nella nostra vita); il ponte della canzone dichiara di non volere persone malvagie ma di spingere ad amarsi il più possibile; la cantante spiega di volersi solo divertire e che se qualcuno prova dell'odio, non è un suo problema; Mary consiglia di lavorare duro per guadagnare il pane e di divertirsi stanotte senza litigare. Infine, si scaglia contro il razzismo cantando che questo pezzo fa ballare tutti, e non importa se si è bianchi o neri, ma bisogna darci dentro perché Mary è tornata ed è nel club stanotte.

## Video musicale
Il video della canzone è stato diretto da Dave Meyers ed è ambientato principalmente in una discoteca. Il videoclip inizia con Mary e varie persone all'entrata di un locale notturno che porta un'insegna luminosa raffigurante la firma della cantante, e tra queste c'è anche LaTonya Blige-Dacosta, sorella dell'artista. I clienti lasciano le chiavi delle proprio auto in un vassoio ed entrano nel club. La prima scena mostra una coreografia, diretta da Fatima Robinson, eseguita dalla cantante insieme a una schiera di ballerini di entrambi i sessi in abiti succinti e hip-hop. Successivamente la cantante si muove tra varie stanza del locale, dove i ragazzi sono sui divani ad amoreggiare o si ammiccano a distanza; anche l'artista riceve delle avances, ma sembra non volerne sapere; durante il video la troviamo anche in una sorta di privè insieme ai suoi amici, davanti a un enorme vassoio di crostacei e a bottiglie di champagne. Dal ponte in poi la cantante è in piedi sul bancone del bar, mentre sotto di lei la folla balla senza sosta.
Il look della cantante è molto cambiato rispetto al passato, presentandosi curato, sexy e aggressivo. Durante la sequenza coreografica l'artista ha un caschetto stilizzato di capelli neri e bianchi e indossa un succinto completo di pelle nero, stivali e calze a rete; il trucco mette in risalto le labbra con un rossetto rosso fuoco. Nella scena successiva ha dei capelli rosso accesi, lisci e scalati in maniera asimmetrica, con un trucco che mette in evidenzia gli occhi, grazie a un ombretto blu molto forte e all'eye liner, e indossa un completo di jeans molto corto con stivali di pelle neri ancora più lunghi dei precedenti. Nella scena sul bancone la cantante indossa jeans attillati, camicia arancione, e ha dei capelli rossi lunghi e stirati. In un'altra sequenza girata su uno sfondo verde, l'artista indossa un top scollato arancio e dei pantaloni bianchi, oltre a una tuba nera e a cerchi agli orecchi. Nel club è presente anche il produttore Dr. Dre con una maglia dei Lakers, che invita i clienti ad entrare.

## Accoglienza
Il singolo è stato accolto positivamente dalla critica: il Rolling Stone non solo l'ha definito come una delle canzoni migliori dell'album, ma anche come la migliore traccia dance nella carriera dell'artista. Il brano è il primo di Mary J. Blige ad essere arrivato al numero 1 della Hot 100 in Usa, dove è rimasto sul podio per sei settimane di seguito, dal 3 novembre 2001 all'8 dicembre. Nella classifica R&B è arrivato al numero 1 contemporaneamente alla Hot 100, ma vi è rimasto solo per 2 settimane. Il singolo è arrivato in cima anche a tutte le altre principali classifiche di Billboard, rivelandosi uno dei maggiori successi della cantante. Nel Regno Unito è stato il secondo singolo della cantante ad entrare in top10, arrivando al numero 8, a distanza di quattro anni da Everything (numero 6). Anche in Australia il singolo è arrivato alla posizione numero 8, passando 20 settimane in classifica, ma in questo caso si tratta del primo singolo della Blige ad entrare in top10. In Nuova Zelanda resta il singolo di maggior successo della cantante: entrato in classifica il 25 novembre 2001 al numero 43, ha raggiunto la sua posizione più alta, la numero 2, il 3 febbraio 2002, passando 20 settimane in classifica.
In Francia il successo del singolo è stato enorme: pur essendo il primo singolo della cantante ad entrare in classifica, il brano è arrivato alla prima posizione il 6 ottobre 2001, durante la sua settima settimana di presenza in classifica, e ha speso 31 settimane in classifica, di cui 22 nella top20. Nei Paesi Bassi è stato il primo singolo ad entrare in top10, ed è arrivato fino al numero 3, con 23 settimane passate in classifica. Nel Belgio francese è il singolo di più grande successo dell'artista, essendo arrivato al numero 2, mentre nel Belgio olandofono è arrivato al numero 5.
In Svizzera è stato il primo singolo della cantante ad entrare in top10, ed è arrivato alla posizione numero 4, dove è rimasto per 6 settimane non consecutive. In Austria è arrivato al numero 20, diventando il suo primo singolo in top20 nelle classifiche austriache. In Italia è il primo singolo della cantante ad essere mai entrato in classifica, ed è arrivato al numero 18. Nella penisola scandinava il singolo ha avuto molto successo. In Svezia è stato il secondo singolo dell'artista ad entrare in top10, ma il primo come solista (il precedente era stato il duetto con Wyclef Jean 911, numero 1 nel 2000); stessa situazione in Norvegia, dove il pezzo è arrivato al numero 8. In Danimarca invece è riuscito a superare il successo di 911 arrivando al numero 4 e passando 19 settimane in top20, contro le 9 del singolo precedente e la sua nona posizione.
Il successo ottenuto dal singolo ha spinto le vendite di No More Drama ed ha accresciuto enormemente la popolarità della cantante in molti paesi, dove questo è diventato uno dei suoi pezzi più celebri.

## Riconoscimenti
La canzone ha ricevuto una nomination ai Grammy del 2002 come Best Female R&B Vocal Performance (la terza della sua carriera), ma ha perso contro Fallin' di Alicia Keys, che nello stesso anno è riuscita a batterla anche nella categoria Best R&B Album. Il video della canzone è stato nominato agli MTV Video Music Awards del 2002 come Best Choreography ma non ha vinto; nello stesso anno però la cantante si è portata a casa un premio nella categoria Best R&B Video grazie al video di No More Drama.
La canzone è stata inserita dalla rivista Rolling Stone nella classifica delle 100 migliori canzoni del decennio 2000-2009 alla posizione numero 95, definendola "una perfetta canzone da ballare riguardo alla beatitudine spirituale delle perfette canzoni da ballare".
Il canale musicale VH1 ha posizionato il brano al numero 57 nella lista delle 100 migliori canzoni degli anni duemila.
La rivista Billboard ha inserito la canzone tra le 100 di maggior successo del decennio 2000-2009 alla dodicesima posizione. Il brano è presente anche nella lista delle 100 canzoni R&B/Hip-Hop di maggior successo degli anni 2000, dove Mary J. Blige regna alla prima posizione con Be Without You.

## Classifiche

### Classifiche settimanali
| Classifica (2001)                    | Posizione raggiunta |
| ------------------------------------ | ------------------- |
| Australia                            | 8                   |
| Austria                              | 20                  |
| Belgio Fiandre                       | 5                   |
| Belgio Vallonia                      | 2                   |
| Danimarca                            | 4                   |
| Francia                              | 1                   |
| Germania                             | 10                  |
| Italia                               | 18                  |
| Paesi Bassi                          | 3                   |
| Nuova Zelanda                        | 2                   |
| Norvegia                             | 8                   |
| Svezia                               | 7                   |
| Svizzera                             | 4                   |
| Regno Unito                          | 8                   |
| U.S. Billboard Hot 100               | 1                   |
| U.S. Billboard Hot R&B/Hip-Hop Songs | 1                   |
| U.S. Billboard Top 40 Mainstream     | 1                   |
| U.S. Billboard Top 40 Tracks         | 1                   |
| U.S. Billboard Rhythmic Top 40       | 1                   |
| U.S. A.R.C. Weekly Top 40            | 1                   |

### Classifiche di tutti i tempi
| Paese       | Posizione |
| ----------- | --------- |
| Stati Uniti | 99        |

## Tracce
CD 01
1. Family Affair (Radio Edit)
2. Family Affair (Album Version)
3. Your Child (Chucky Thompson's Late Nite Mix)
4. Your Child (Video)

CD 02
1. Family Affair (Radio Edit)
2. Family Affair (Instrumental)